# 92 TCN
Năm 92 TCN là một năm trong lịch Julius. 